# زندان زنان (فیلم ۱۹۵۵)
زندان زنان (انگلیسی: Women's Prison) فیلمی نوآر و جنایی به کارگردانی لوئیس سایلر محصول سال ۱۹۵۵ کشور ایالات متحده آمریکا است.

## بازیگران
- آیدا لوپینو در نقش Amelia van Zandt
- جن استرلینگ در نقش Brenda Martin
- کلئو مور در نقش Mae
- آدری تاتر در نقش Joan Burton
- فیلیس ثکستر در نقش Helene Jensen
- هاوارد داف در نقش Dr. Crane
- وارن استیونز در نقش Glen Burton
- بری کلی در نقش Warden Brock
- گرترود مایکل در نقش Matron Sturgess
- ویویان مارشال در نقش Dottie LaRose
- می کلارک در نقش Matron Saunders
- راس الیوت در نقش Don Jensen
- Adelle August در نقش Grace
- Don C. Harvey در نقش Chief Guard Tierney
- جوانیتا مور در نقش Polyclinic "Polly" Jones
- Edna Holland در نقش Sarah Graham